# Pilar López de Ayala
María del Pilar López de Ayala Arroyo (Madrid, 18 de setembre de 1978) és una actriu espanyola.

## Orígens familiars
És filla de Rodrigo López de Ayala y Sánchez-Arjona (Fregenal de la Sierra, 4 de juliol de 1944), descendent de la noblesa rural d'Extremadura amb baronia de la Casa de Sotomayor, cosí en tercer i quart grau i més línies de Jaime de Salazar y Acha, parent de Rodrigo Sánchez-Arjona y Sánchez-Arjona, rebesnet d'una filla del I marquès de Fuente Santa, rebesnet d'una germana i del III marquès de Ríocabado (i per ells dues vegades descendent de Cristòfor Colom, I almirall de la Mar Océana, i la seva esposa Felipa Moniz, filla del I capità-donatari, senyor i governador de Porto Santo, pel seu fill Diego Colón y Perestrelo, II almirall de la Mar Océana, i la seva esposa María de Toledo, neta paterna del I marquès de Coria, II comte d'Alba de Tormes, I comte de Salvatierra de Tormes i V senyor de Valdecorneja, i del seu net patern el germà més nou del I duc de Veragua gran d'Espanya, I marquès de Jamaica, III almirall de la Mar Océana i I avançat major de les Índies), IX net del XIV senyor de la Higuera de Vargas avui amb Grandesa d'Espanya i de la seva esposa, tia paterna de l'I marquès de Torre de Almendralejo després I marquès de Fregenal de la Serra, i X net de la VI marquesa d'Espinardo, i de la seva esposa María del Pilar Arroyo Gallego.

## Carrera artística
Va començar treballant en sèries de televisió com Menudo es mi padre, dirigida per Manuel Valdivia i Guillermo Fernández Groizard, després a Yo, una mujer amb Concha Velasco i en algun dels primers capítols d' Hospital Central. En 1995 participà en la pel·lícula infantil El niño invisible. Entre 1999 i 2000 va fer dos curtmetratges: El paraíso perdido i Aviso de bomba. D'aquí va passar a Al salir de clase i aviat va donar el salt al cinema amb Báilame el agua. El seu personatge de Rocío, una gaditana de classe mitjana alta en la pel·lícula Besos para todos, va ser nominat als Goya com a millor actriu revelació. També el 2000 va fer un petit cameo a la pel·lícula La gran vida on hi treballaven Carmelo Gómez i Salma Hayek.
Però la seva confirmació definitiva va venir amb el paper protagonista a Juana la Loca de Vicente Aranda, li va valer la nominació al Goya com a millor actriu revelació i la Conquilla de Plata a la millor interpretació femenina en el Festival de Cinema de Sant Sebastià.
En 2005 va estrenar Obaba de Montxo Armendáriz, pel·lícula per la qual va obtenir una nova nominació sls Premis Goya, aquesta vegada com a Millor actriu de repartiment. Obaba va ser proposada per Espanya als Oscar 2005, encara que finalment no va quedar nominada entre les cinc candidates a Millor pel·lícula estrangera.

## Filmografia
| Any  | Títol                       | Personatge                       | Director                | País                      |
| ---- | --------------------------- | -------------------------------- | ----------------------- | ------------------------- |
| 2017 | Agadah                      | Rebecca                          | Alberto Rondalli        | Itàlia                    |
| 2016 | Rumbos                      | Lucía                            | Manuela Moreno          | Espanya                   |
| 2014 | Night Has Settled           | Luna Nicholas                    | Steve Clark             | Estats Units              |
| 2011 | Intruders                   | Luisa                            | Juan Carlos Fresnadillo | Espanya                   |
| 2011 | Buenas noches, España       | Varis                            | Raya Martin             | Espanya Filipines         |
| 2011 | Medianeras                  | Mariana                          | Gustavo Taretto         | Argentina                 |
| 2010 | Lope                        | Elena Osorio                     | Andrucha Waddington     | Espanya Brasil            |
| 2010 | El extraño caso de Angélica | Angélica                         | Manoel de Oliveira      | Portugal                  |
| 2008 | Sólo quiero caminar         | Paloma Molina                    | Agustín Díaz Yanes      | Espanya                   |
| 2008 | Comme les autres            | Josefina María Paredes (Fina)    | Vincent Garenq          | França                    |
| 2007 | Las 13 rosas                | Blanca Brisac                    | Emilio Martínez Lázaro  | Espanya                   |
| 2007 | En la ciudad de Sylvia      | Ella                             | José Luis Guerín        | Espanya                   |
| 2006 | Alatriste                   | Mujer de Malatesta               | Agustín Díaz Yanes      | Espanya                   |
| 2006 | Bienvenido a casa           | Eva                              | David Trueba            | Espanya                   |
| 2005 | Obaba                       | Mastra                           | Montxo Armendáriz       | Espanya                   |
| 2004 | El puente de San Luis Rey   | Micaela Villegas (La Perricholi) | Mary McGuckian          | Regne Unit Espanya França |
| 2001 | Juana la Loca               | Juana                            | Vicente Aranda          | Espanya                   |
| 2000 | Besos para todos            | Rocío                            | Jaime Chávarri          | Espanya                   |
| 2000 | Báilame el agua             | María                            | Josetxo San Mateo       | Espanya                   |
| 2000 | La gran vida                | -                                | Antonio Cuadri          | Espanya                   |
| 2000 | Aviso de bomba              | Natalia                          | Diego Suárez            | Espanya                   |
| 1999 | El paraíso perdido          | -                                | Jaime Marqués Olarreaga | Espanya                   |
| 1995 | El niño invisible           | Germana                          | Rafael Monleón          | Espanya                   |

### Televisió
- Blanco o negro, nunca gris (2015)
- Hospital Central (2000)
- Al salir de clase (1997-1999)
- Menudo es mi padre (1996)
- Yo, una mujer (1996)

## Premis i candidatures
Festival Internacional de Cinema de Sant Sebastià
| Any  | Categoria                             | pel·lícula    | Resultat   |
| ---- | ------------------------------------- | ------------- | ---------- |
| 2001 | Conquilla de Plata a la millor actriu | Juana la Loca | Guanyadora |

Premis Goya
| Any  | Categoria                                    | Pel·lícula       | Resultat   |
| ---- | -------------------------------------------- | ---------------- | ---------- |
| 2011 | Millor interpretació femenina de repartiment | Intruders        | Nominada   |
| 2010 | Millor interpretació femenina de repartiment | Lope             | Nominada   |
| 2005 | Millor interpretació femenina de repartiment | Obaba            | Nominada   |
| 2001 | Millor interpretació femenina protagonista   | Juana la Loca    | Guanyadora |
| 2000 | Millor actriu revelació                      | Besos para todos | Nominada   |

Premis de la Unión de Actores
| Año  | Categoría                                   | pel·lícula       | Resultado  |
| ---- | ------------------------------------------- | ---------------- | ---------- |
| 2010 | Millor actriu de repartiment de cinema      | Lope             | Guanyadora |
| 2005 | Millor actriu secundària de cinema          | Obaba            | Nominada   |
| 2001 | Millor interpretació protagonista de cinema | Juana la Loca    | Guanyadora |
| 2001 | Millor interpretació revelació              | Juana la Loca    | Guanyadora |
| 2000 | Millor interpretació revelació              | Besos para todos | Nominada   |

Medalles del Cercle d'Escriptors Cinematogràfics
| Any  | Categoria     | pel·lícula    | Resultat   |
| ---- | ------------- | ------------- | ---------- |
| 2002 | Millor actriu | Juana la Loca | Guanyadora |